# 着せ替え人形

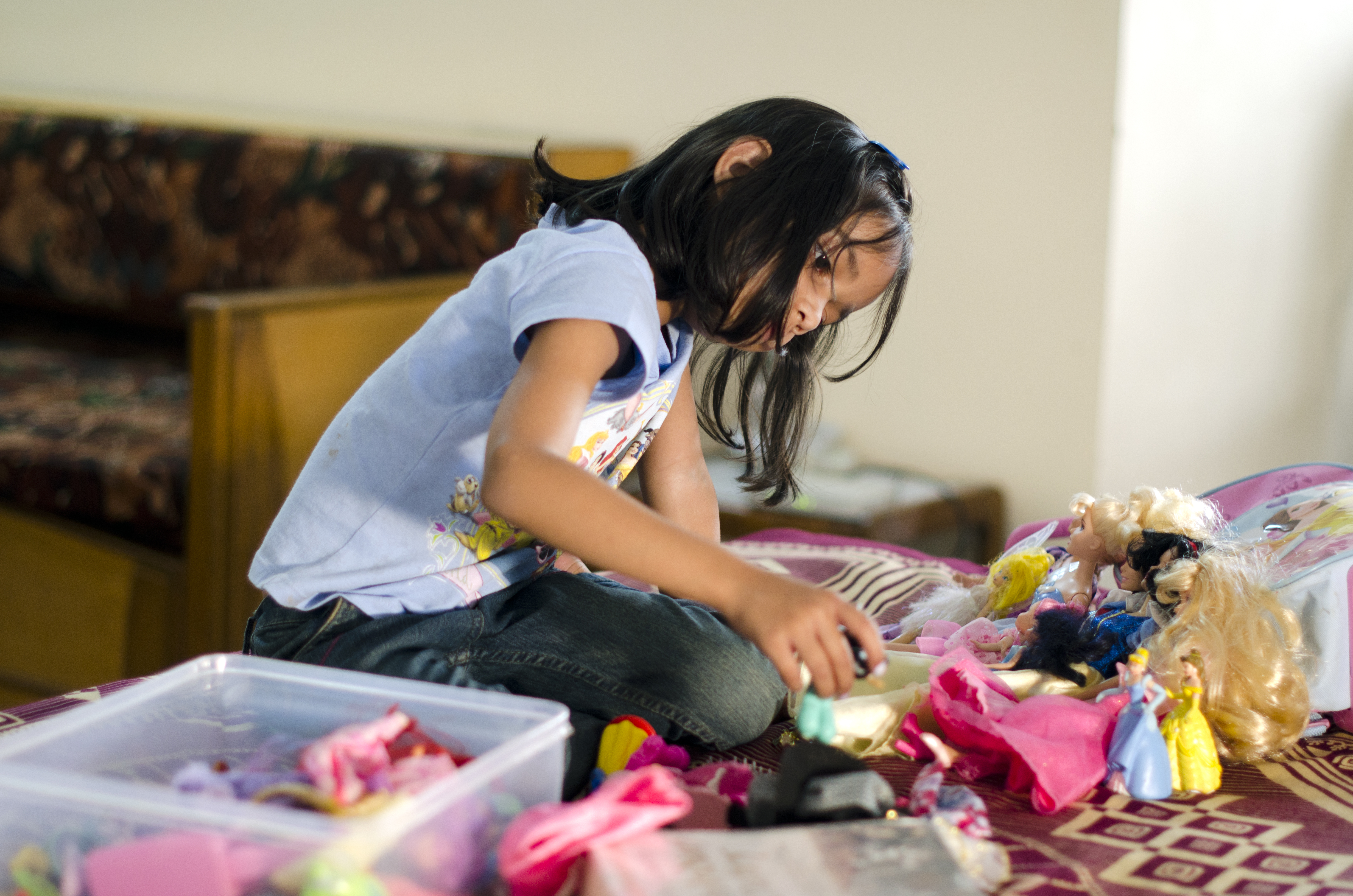
着せ替え人形で遊ぶ女の子

着せ替え人形（きせかえにんぎょう）とは、着せ替え遊びに供する目的で作られた人形である。大きく分けて平面の物と立体的なものがある。また、コンピュータープログラムやFlashムービーなどソフトウェアを利用した擬似的な着せ替え遊びを行える物も存在する。

## 歴史

### 欧米諸国

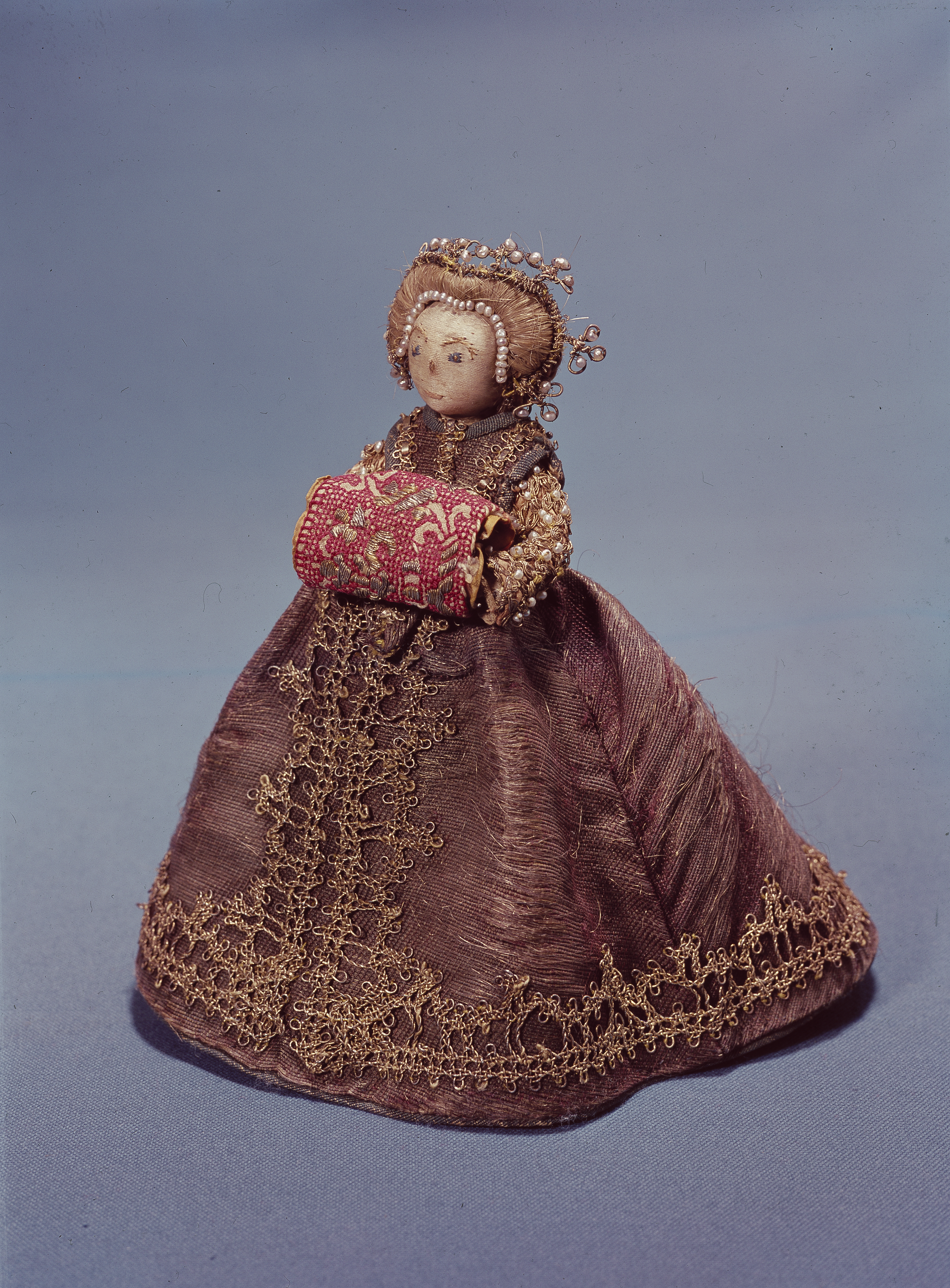
クリスティーネ・フォン・ホルシュタイン＝ゴットルプとカタリーナ・アヴ・スヴェーリエが所有していたパンドラ人形（1600年代
）

着せ替え人形がいつ頃から作られているのか、詳細は判明していない。万博などで資料として存在する18世紀後半にイギリスで作られた、流行の衣装を着せられた木製の人形がファッションドールの原型と考えられている。しかし、それは子供の遊び道具というよりは現在で言うマネキンに近いものだった。その後、ドイツでレディドールと呼ばれる流行の衣装を身にまとった陶器製の人形（ビスクドール）が作られたが、これも流行のファッションを大人に紹介するためのマネキンとしての意味合いが強かった。
19世紀半ばに入り、ファッション雑誌の台頭からレディドールの存在意義が薄れると、ベベタイプと呼ばれる子供向けのビスクドールが製作されたが、遊び道具として使用するには壊れやすく高価だった。
20世紀入り、アメリカでコンポジションドールと呼ばれる合成素材の人形やセルロイド製の人形、ハードプラスチック製の人形が開発され、着せ替え人形は大量生産・大量消費の時代に入った。しかし、この時代の着せ替え人形は、着せ替え遊びは行えるものの、おままごと用の抱き人形としての色彩が濃かった。そのため、子供の遊び道具としての着せ替え人形は、バービーの登場を待たなければならなかった。

### 日本
日本においては、衣服を着せて遊ぶ童の形をした人形が、江戸時代初期からあり、雛祭りなどの祭礼の儀式で用いられた。江戸期の着せ替え人形は裸人形と呼ばれ、自作の着物を着せる娯楽によって子供だけでなく大人にも楽しまれた。武家や富商の家庭では衣装や持ち物に贅をこらし、四季に合わせた衣装に飽き足らず蚊帳や布団まで揃えた例がある。この裸人形が衣装付きで売られたものが市松人形や端午の節句で飾られる武者人形である。安永年間には腰の関節が可動式になった「腰折れ」と呼ばれる人形が流行し、さらには市松人形として腰、膝頭、足首の三か所が曲がる高級品「三折れ人形」も生まれている。この裸人形は宝暦年間の刊行と言われる「絵本菊重ね」や1773年（安永2年）刊行の玩具絵本「江戸二色」にも登場する。
幕末から明治にかけて活躍した歌舞伎俳優の九代目 市川團十郎は着せ替え人形のモデルになり、取り外し可能なかつらを結い、団十郎好みの衣装や座布団などの持ち物を自作するような楽しみ方すら行われた。
明治時代中期には、練り製人形に着物一式が付属した「ホーム」という人形セットが現れ、少女達の間に普及した。

## 紙製のもの
（主に）紙で作られた、平面的な着せ替え人形は紙人形やペーパードールとも呼ばれる。平面的に描かれた人形と衣服とを重ねて（擬似的に着せ替えさせて）遊ぶ。
布地やポスターの全面に印刷されたものや、本の各ページに人形と衣服が印刷されたものなどがあり、雑誌のオマケとして（余白などに人形と衣装数点が描かれる形で）ついてくる場合もある。好みの人形と衣装を切り抜いて遊ぶようにできている事が多い。モノクロ印刷のものは、塗り絵遊びにも使用できる。強度は皆無に等しく、遊ぶ際には裏からセロファンテープで補強するなどの工夫が必要となる。
人形のポーズを変更することが出来ないため、人形は腕を隠すようなポーズをとっていることが多く、衣装側にさまざまなポーズをとった手足が描かれている。ポーズや縮尺の関係から、同じシリーズの着せ替え人形であっても互換性は無い。
明治時代末期から大正時代にかけて、紙人形に彩色した厚紙の衣装を着せた切り抜き式の人形が流通した。

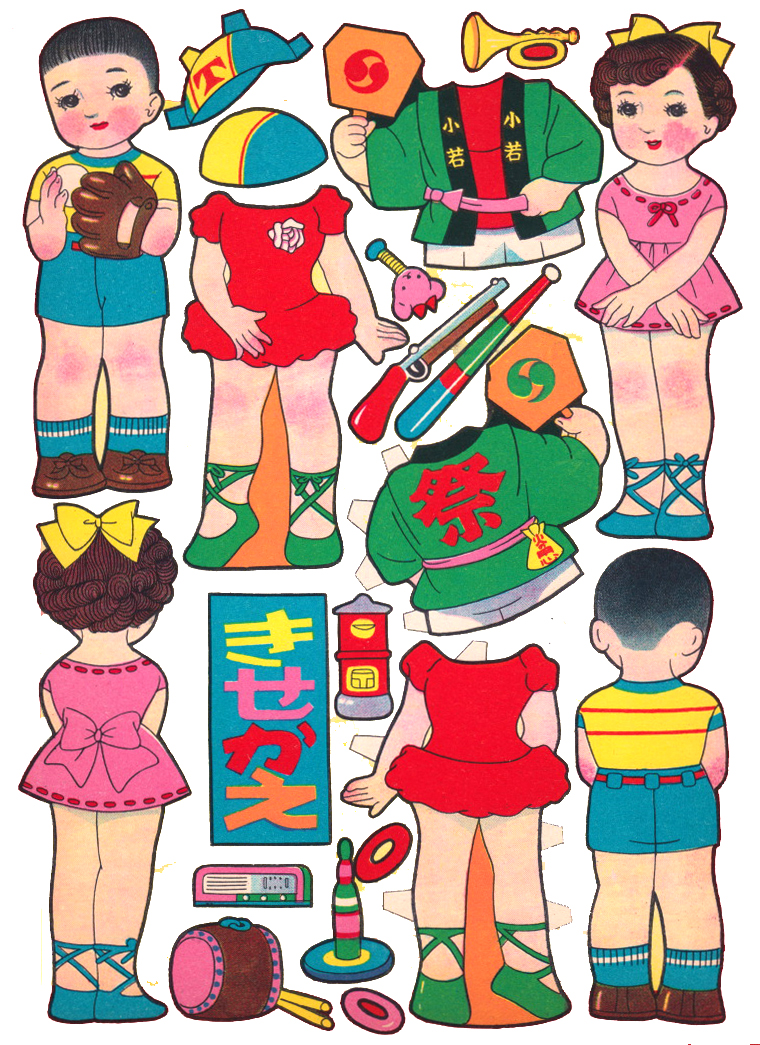
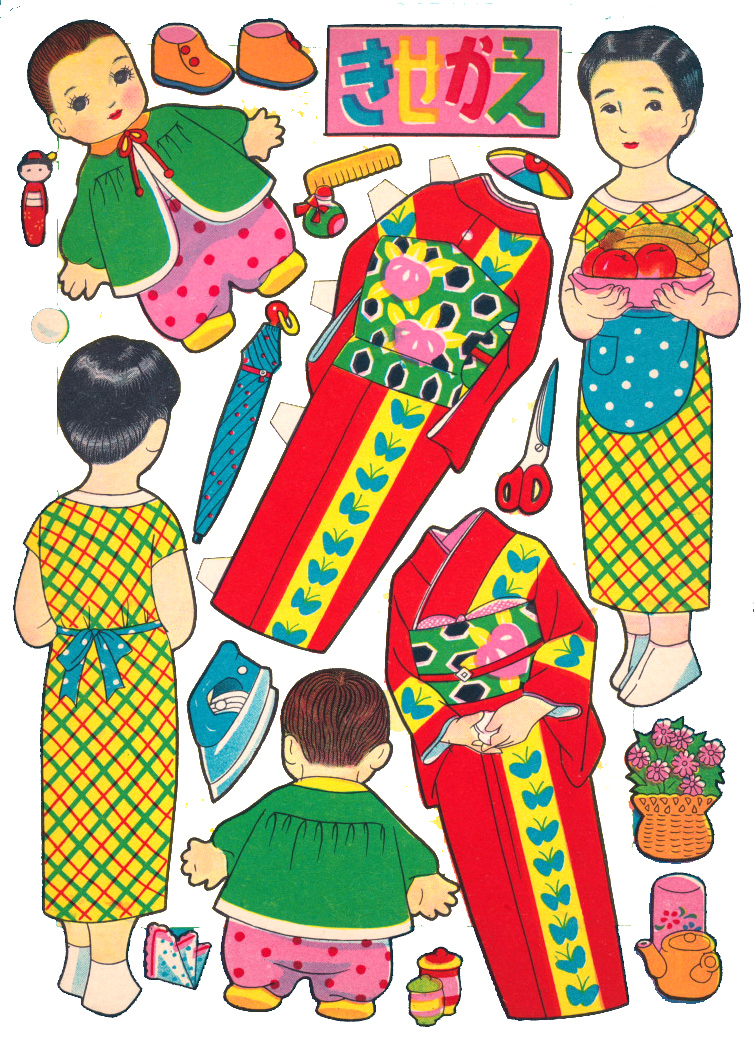
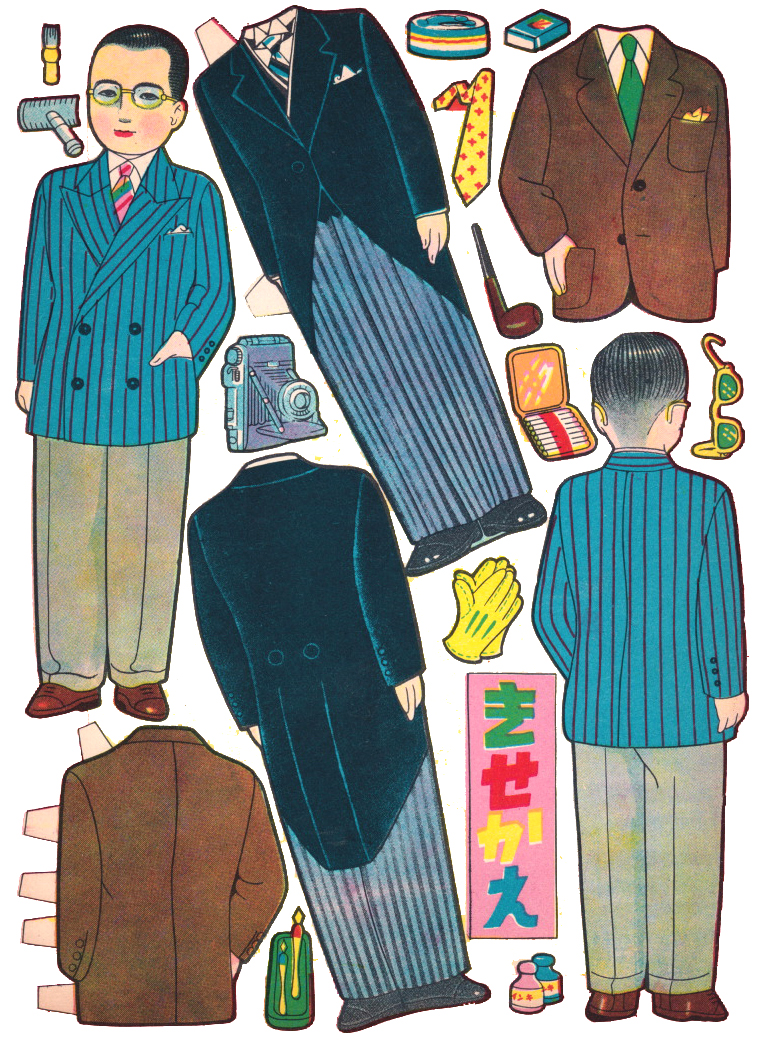
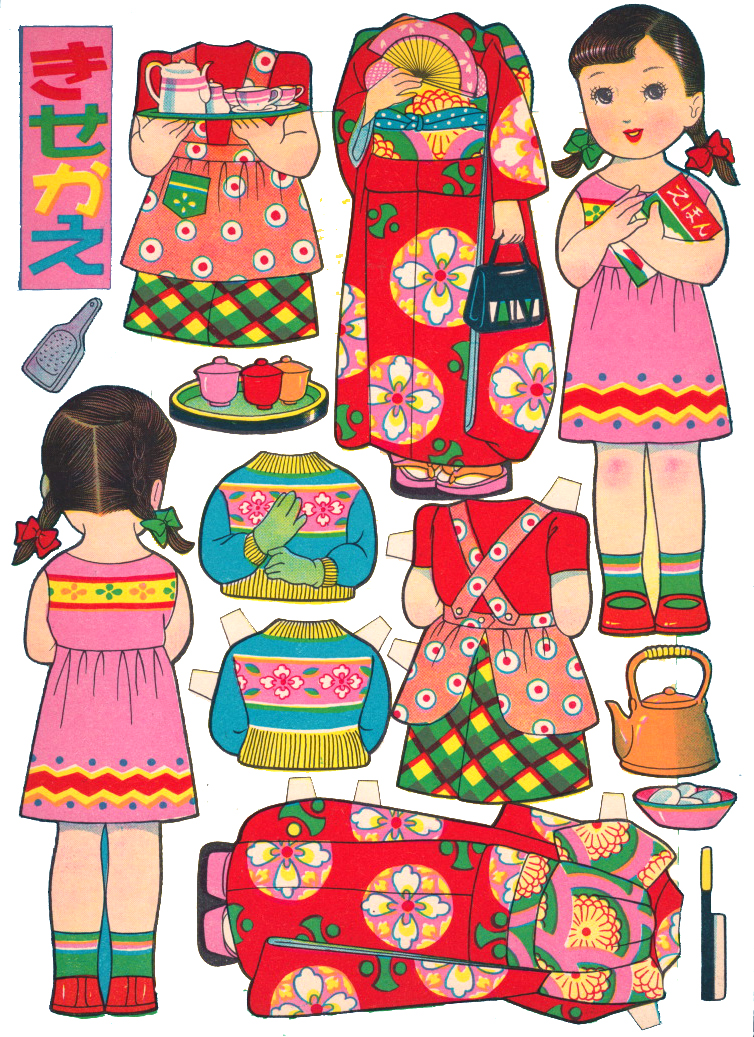
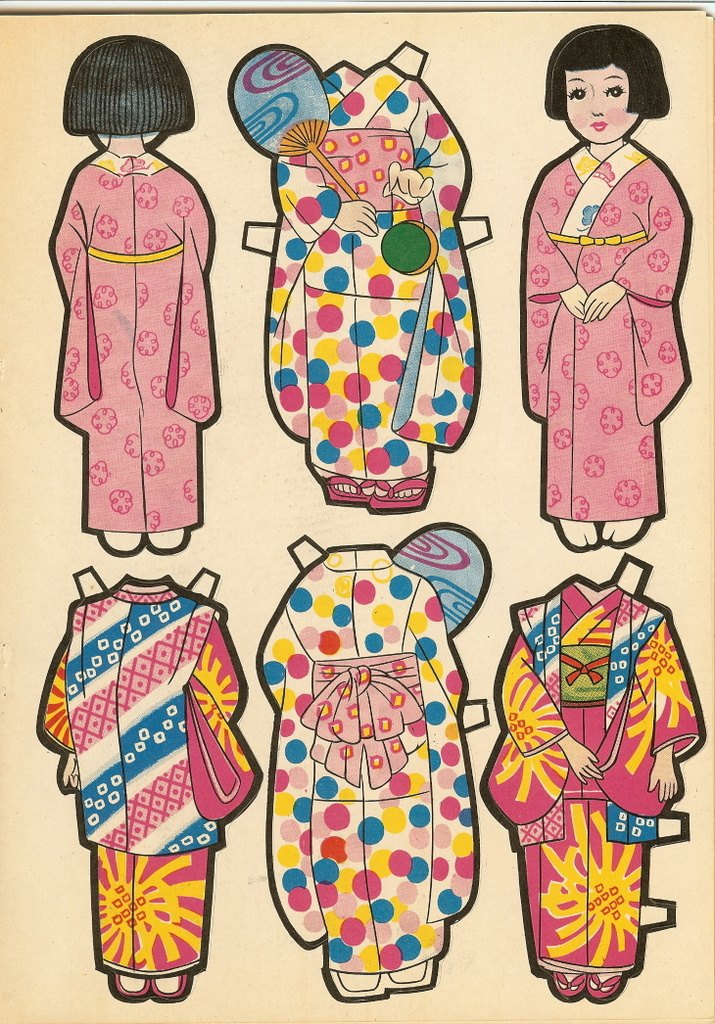
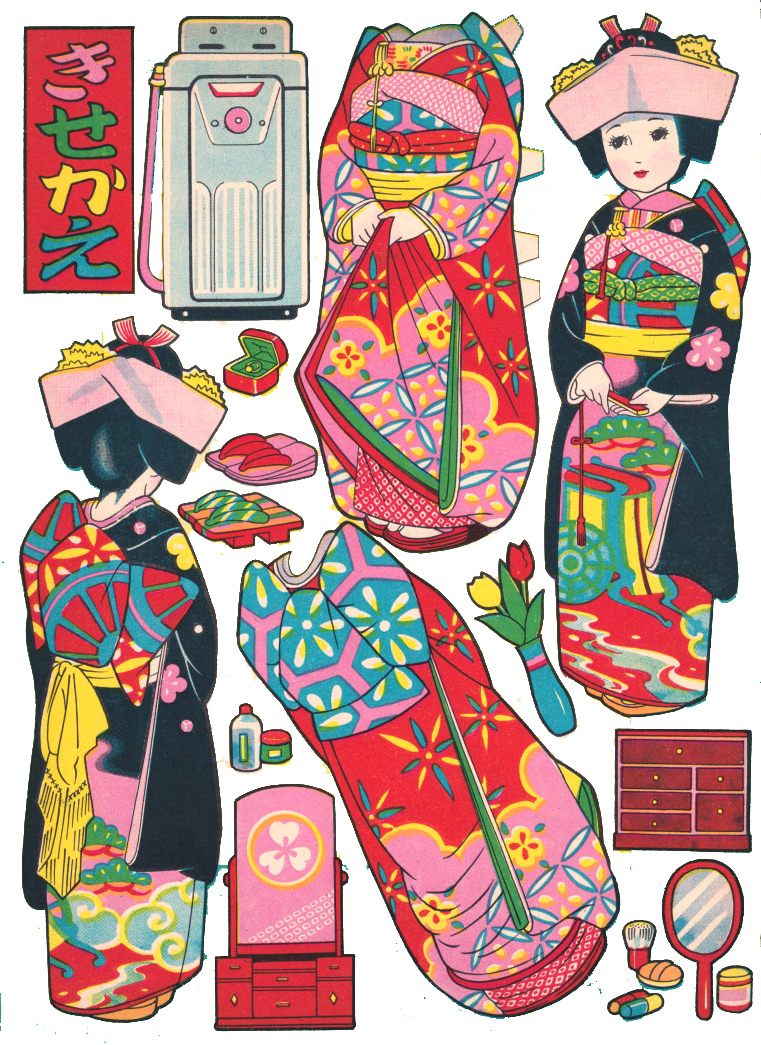
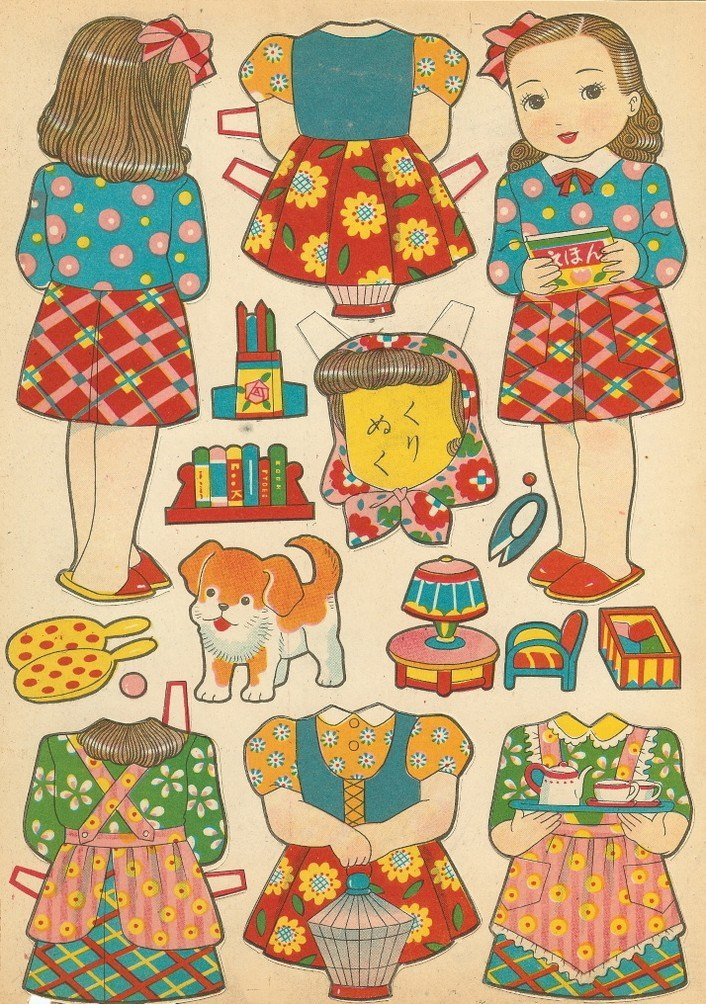
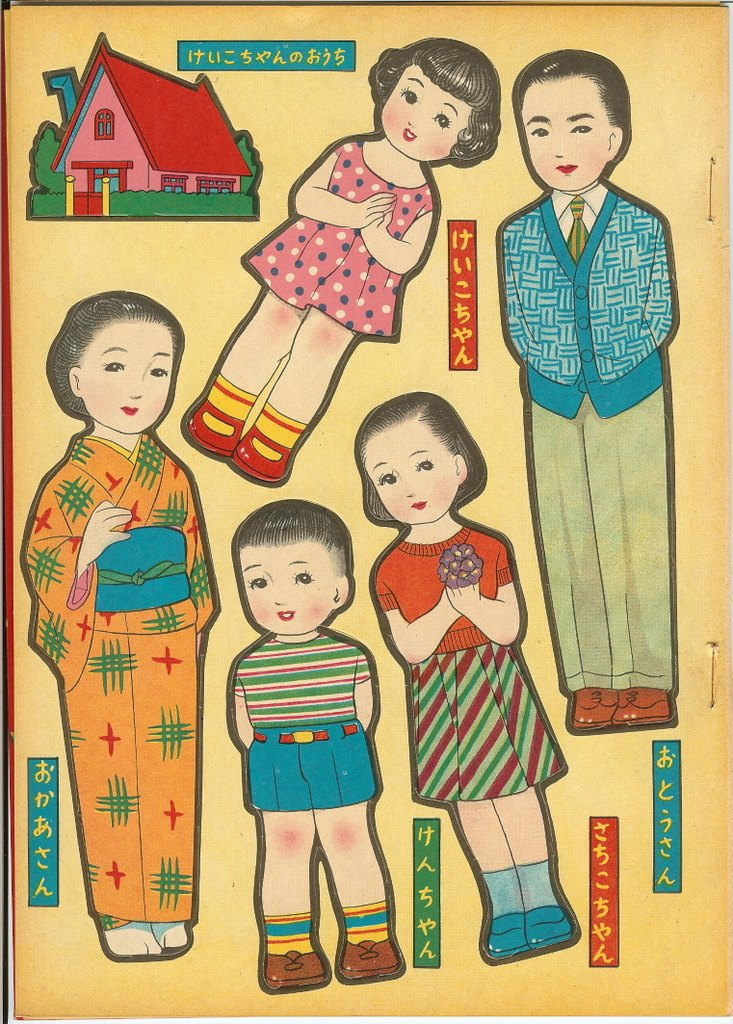

1970年代に発売されたものは、有名な少女漫画家や塗り絵作家が絵を担当していたものがあり、コレクタブルアイテムとなっている。
1990年代後半にハードプラスチック製の人形にハードプラスチックで作られた衣装を重ねて遊ぶタイプの着せ替え人形が発売された。
海外では美術書のドーヴァー出版社が「Dover Paper Dolls」のシリーズ名でさまざまなテーマの紙製着せ替え人形を出版し、2015年現在もコンスタントに新作を出し続けている。

## ソフトビニール製など
ソフトビニール製の着せ替え人形はファッションドールや1/6ドールとも呼ばれる。
人形本体とともに、着せ替えに使用する衣服が必ず付属もしくは別売りされている。大きさは22cm-28cm（頭部含まず）が多く、プロポーションの違いを気にしなければ、身幅と袖丈が一致すれば他社製の着せ替え人形用の衣装を流用することが出来る。
抱き人形とは違い、人形の年齢はティーンエイジャーに設定され、アイドルやモデルといった女児に人気のある職業に就き、流行の衣装をまとっているなど、ファッション性を重視した作りとなっている。また、Blytheやmomokoのように、大人のコレクターを対象とした人形も存在する。
人形の衣装用の型紙を収録した雑誌が売られており、衣装を自分で作ることも出来る。人形サイズの家具や、1/6ドール対応をうたった食玩が多数存在し、ドールハウスやジオラマのような遊び方も出来る。カスタマイズドールの素体として使用されることもあり、カスタム方法を解説した雑誌なども存在する。
着せ替え人形（特にバービー）は、その人気の高さから女児に与える影響力が強いとされ、米国では人種差別や性差別の観点から批判を浴びることが多い。
2003年に発売されたピンキーストリートは、頭髪や衣服まで樹脂製のフィギュアではあるが、髪型、顔つき、衣服、手足など豊富なパーツも発売されており、広い意味では着せ替え人形と言える。

### 製品の種類
- ベーシックドール - 着せ替え人形本体のこと。アメリカ製の着せ替え人形の場合、下着や水着といった簡単な衣装の場合が多い。
- ドレスドドール - 専用の衣装を来た着せ替え人形のこと。
- アウトフィット - 着せ替え用の衣装や小物。そのまま飾れるものもある。

## ドールイベント

### 日本
- ドールショウ
- ドールズパーティー
- アイドールフェスティバル
- ドールズミス
- ドールフェスタ
- ドールズガーデン

## 代表的な商品・ブランド
- バービー
- リカちゃん
- ジェニー
- フッラ
- Blythe
- momokoドール・豆momoko
- ピュアニーモ・ピコニーモ
- タイラー・ウェントワース・ドール
- タイニー・ベッツイー・マッコール
- ジーン
- マダム・アレクサンダー・ドール
- プーリップ
- スーパードルフィー・ドルフィー・ドリーム